# Amung
Amung, także: Amungme, Damal, Amuy, Uhunduni – lud papuaski zamieszkujący obszary gór centralnych w indonezyjskiej prowincji Papua.
Według danych serwisu Joshua Project ich populacja wynosi 19 tys. osób. W znakomitej większości wyznają chrześcijaństwo, przy czym niektórzy zachowują wierzenia etniczne.
Posługują się własnym językiem z postulowanej rodziny transnowogwinejskiej oraz językiem indonezyjskim, który ma w kraju status urzędowego. Osoby małoletnie preferują posługiwanie się językiem indonezyjskim.